# Aghavnavank
Aghavnavank (in armeno Աղավնավանք?, Aġavnavank’; anche chiamata Aghavnavanq; precedentemente Salakh) è un comune dell'Armenia di 282 abitanti (2008) della provincia di Tavush.